# Северо-Двинский государственный университет
Северо-Двинский государственный университет — университет, существовавший в Великом Устюге в начале 1920-х годов.

## История
Университет был создан в сентябре 1920 года в составе 4 факультетов. Несмотря на статус, в первом педагогическом составе присутствовало всего 5 профессоров, в результате чего руководство было вынужденно пригласить преподавателей и научных сотрудников из других ВУЗов, так же переходили и студенты. Студенческий городок образовался в зданиях Иоанно-Предтеченского монастыря, но руководство университета намеревалось строить новые корпуса, для чего предлагалось проложить узкоколейку от речного порта до университета. В связи с финансовыми трудностями в декабре 1921 года университет был закрыт, действовать продолжал лишь рабфак.

## Факультеты
- Рабочий факультет (330 студентов)
  - основное отделение — 130 студентов
  - естественное отделение — 66 студентов
  - общественно-экономическое отделение — 21 студент
  - технологическое отделение — 103 студента
- Технологический факультет
- Педагогический факультет
- Естественный факультет

## Научные деятельность
В университете действовало Физико-математической общество и Общество по изучению Севера, намечался выход нескольких монографий и книг.